# Jack & Bobby
Jack & Bobby è una serie televisiva statunitense andata in onda sul canale negli Stati Uniti della Warner Bros. dal 12 settembre 2004 all'11 maggio 2005. Interamente prodotta dalla Warner Bros. è stata ideata da Greg Berlanti. Dopo la prima stagione la Warner Bros. ha deciso di non produrne una seconda.

## Trama
La storia racconta la vita di due fratelli, Jack e Robert McCallister, cresciuti da un'eccentrica madre single, Grace. La serie racconta come i due ragazzi crescono e come Robert avrà una grande carriera politica, fino a diventare Presidente degli Stati Uniti.
In parallelo alla loro vita da adolescenti viene raccontata la carriera politica di Bobby, che diventa presidente nel 2040. In questo modo vengono svelati tutti i segreti dei due fratelli, dalla storia del padre, alla morte prematura di Jack, che spingerà Bobby a prendere il suo posto e farsi avanti nella politica.

## Episodi
| Stagione       | Episodi | Prima TV originale | Prima TV Italia |
| -------------- | ------- | ------------------ | --------------- |
| Prima stagione | 22      | 2004-2005          | 2009            |

## Distribuzione
Gli episodi della serie sono 22 e sono stati mandati in onda in patria tra il 2004 e il 2005. In Italia, la serie è stata trasmessa in anteprima assoluta dal 5 febbraio 2009 al 23 aprile 2009 sulla piattaforma del digitale terrestre Premium Joi.